# Le Noël du poilu
Le Noël du poilu est un film de Noël muet français réalisé par Louis Feuillade et sorti en 1915.

## Fiche technique
- Réalisation et scénario : Louis Feuillade
- Société de production : Société des Établissements L. Gaumont
- Format : Muet - Noir et blanc - 1,33:1 - 35 mm
- Pays de production : France
- Genre : Drame, guerre
- Durée : 39 minutes
- Date de sortie : 
  - France : décembre 1915

## Distribution
- Louise Lagrange
- Gaston Michel
- Gabriel Signoret